# Rolf Rudin
Rolf Rudin (Frankfurt am Main, 9 december 1961) is een eigentijds Duits componist, muziekpedagoog, dirigent en muziekuitgever.

## Levensloop
Rudin studeerde compositie, schoolmuziek, orkestdirectie en muziektheorie aan Hochschule für Musik und Darstellende Kunst Frankfurt am Main in Frankfurt am Main onder andere bij Hans Ulrich Engelmann. Aansluitend studeerde hij aan de Hochschule für Musik Würzburg te Würzburg onder andere compositie bij Bertold Hummel. Hij kreeg studiebeursen van de Studienstiftung des deutschen Volkes en in 1990/1991 van het ministerie van cultuur van de Duitse deelstaat Beieren. Daarmee kon hij in Parijs aan de Cité Internationale des Arts studeren.
Hij was vanaf 1993 docent voor muziektheorie aan zijn Alma Mater, de Hochschule für Musik und Darstellende Kunst Frankfurt am Main. Sinds 2003 is hij als freelance componist in de buurt van Frankfurt am Main werkzaam en heeft voor de publicatie van zijn werken de muziekuitgave florin opgericht.
Als componist schrijft hij voor meestal alle genres en bijzonder succes oogstte hij met zijn werken voor harmonieorkest. In 2005 werd hij door de befaamde Eastman School of Music in Rochester (New York) uitgenodigd en aldaar werd een Rolf Rudin festival georganiseerd. Hij geeft workshops en cursussen in compositie, analyse, instrumentatie, dirigeren en interpretatie van eigen werk in binnen- en buitenland. Zijn composities werden als verplichte werken op nationale en internationale concoursen opgesteld, zoals 1995 bij het 2. Deutsches Musikfest in Münster, in 1997 bij het internationaal saxofoon-concours van de "Union Grand-Duc Adolphe" te Luxemburg, in 1999 bij de 3. Internationale Gustav Bumcke Wettbewerb für Saxophon in Hannover, in 2000 bij het 4e internationale concours voor harmonieorkesten te Straatsburg en bij de 5. Deutscher Orchesterwettbewerb 2000 in Karlsruhe alsook bij het 14e Wereld Muziek Concours te Kerkrade in 2001. Zijn werken vinden zich intussen op de concertprogramma's in Europa, de Verenigde Staten, Canada, Japan, Singapore, Taiwan en Australië.
In 2010 was Rudin te gast bij het eerste International Windband Conductors Weekend (IWCW-conductors) in 'Kulturhaus Wissel' in Kalkar, Duitsland. In 2011 was hij gastspreker op het IWCW-composers weekend om hier componisten te enthousiasmeren te schrijven voor blaasorkesten. Sinds 2012 is hij voorzitter van de Duitse afdeling van de WASBE (World Association of Symphonic Bands and Ensembles).

## Composities

### Werken voor orkest
- 1987 Elegie (Hommage à Gustav Mahler), voor orkest, op. 6
- 1989 Patera, metamorfosen naar Alfred Kubin voor kamerorkest, op. 17
- 1989 Herbstgesang, Hommage à Robert Schumann voor orkest, op. 18
- 1990 Legende - in memoriam Jean Sibelius, voor 20 solostrijkers, op. 21
- 1993 Choreographie, voor orkest, op. 36
- 2001-2002 Symphonie Nr. 3 "Begegnungen", voor orkest, op. 60
- 2007 The Hallows "Heiligtümer" - Concert, voor eufonium en orkest, op. 75
  1. The Stone of Destiny (Der Stein des Schicksals)
  2. The Pole of Combat and The Sword of Light (Der Speer des Kampfes und Das Schwert des Lichts)
  3. Epilogue – The Cauldron of Cure (Der Kessel des Heils)

### Werken voor harmonieorkest
- 1989 Imperial Prelude, voor harmonieorkest, op. 15
- 1990 Bacchanale, voor harmonieorkest, op. 20
- 1991-1993 Cantus arborum (1. Sinfonie), voor harmonieorkest, op. 33
- 1993-1994 Der Traum des Oenghus I, voor harmonieorkest, op. 37
- 1993-1994 Die Druiden - eine mythische Erinnerung -I Nemeton, voor harmonieorkest, op. 38
- 1994 Sternenmoor - ein Aufbruch, voor harmonieorkest, op. 42
  1. Morgendämmerung
  2. Spiegelstern 1
  3. Morgenstern
  4. Dämmerdunkel
  5. Moorspiegel
  6. Spiegelstern 2
  7. Mondversunken
  8. Sternendämmerung
- 1994-1995 Morgenstern, voor harmonieorkest
- 1995 Firmament, voor harmonieorkest
- 1995-1996 Wi(e)derhall - Bruchstücke für symphonisches Blasorchester, cyclus voor harmonieorkest (voor het festival voor eigentijdse blaasmuziek 1996 te Uster, Zwitserland)
  1. Eine Betrachtung
  2. Ein Lauschen
  3. Ein Hymnus
- 1996 Der Traum des Oenghus II, voor harmonieorkest, op. 37
- 1997 Der bleiche Mond - Ein nächtliches Gemälde, voor harmonieorkest
- 1997 Das Verströmen der Seele - Eine Totenklage, voor harmonieorkest
- 1997 Die versunkene Stadt - Ein Wellenspiel, voor gemengd koor en harmonieorkest, op. 45
- 1997 Lieder ohne Worte, voor harmonieorkest
- 1999 Vom Ende der Zeit - eine Vorahnung, voor harmonieorkest, op. 52
- 2000 ...bis ins Unendliche ..., eine sinfonische Annäherung nach Briefen von Vincent van Gogh, voor spreker, vrouwenkoor en harmonieorkest, op. 59
  1. Vom Malen
  2. "...Schlag auf Schlag..."
  3. "...ein letzter Versuch..."
  4. "...bis ins Unendliche..." - Nachschrift
- 2001 Am Ende des Tages, Avondklanken voor althobo en harmonieorkest, op. 58
- 2003 A little walk in the garden, voor harmonieorkest
- 2004 An Old French Sailor´s tale, voor harmonieorkest
- 2004 Shepherd' Procession
- 2005 Ferne Weite - ein Landschaftsbild, voor harmonieorkest (verplicht werk voor de concoursen in 2009/2010 van de Österreichischer Blasmusikverband)
- 2008 Die Tore der Sonne, voor harmonieorkest
- 2008 Aufbruch, voor harmonieorkest
- 2008 Open up
- Sechs Tänze
- Storm

### Missen en gewijde muziek
- 2005-2007 Requiem, voor gemengd koor en harmonieorkest, op. 70

### Werken voor koren
- 1992 Mondbilder, voor vrouwenkoor, op. 32
- 2000 Abgeschnitten von der Welt, voor kinderkoor - teksten: uit het dagboek van Anne Frank
- 2001 Irische Segenswünsche, voor kinderkoor
- 2001 Weg zum Licht, voor kinderkoor
- 2001 Der Spinnerin Nachtlied, voor gemengd koor
- 2001 Zwei Abschiede, voor mannenkoor
- 2005 Ave crus spes unica, motet voor gemengd koor, orgel en slagwerk

### Kamermuziek
- 1988 Nachtstücke, voor altsaxofoon en piano
- 1988/1992 Vor der Sonne - Impressionen nach einem Bild von Joan Miró, voor dwarsfluit, hobo en fagot, op. 11
- 1989 Erscheinungen II - Sonate, voor altviool en piano, op. 12
- 1989 Perle, voor dwarsfluit en gitaar, op. 14
- 1990 Divertimento, in 3 delen voor vier klarinetten, op. 19
- 1991 Letzte Träume...verlor'ne Gedanken, voor altfluit, basklarinet, viool, cello en slagwerk, op. 29

### Werken voor slagwerk
- 1990 Um Mitternacht, voor marimba, op. 22